# Olivar
Olivar est une commune du Chili faisant partie de la province de Cachapoal, elle-même rattachée à la Région O'Higgins.

## Géographie

### Situation
Olivar se trouve dans la Vallée centrale du Chili à environ 100 kilomètres au sud de la capitale Santiago et 10 kilomètres au sud-ouest de Rancagua capitale de la province de Cachapoal. Le territoire de la commune se trouve sur la rive sud du rio Cachapoal au pied de collines qui le surplombe d'environ 250 mètres.

### Démographie
En 2012, la population d'Olivar s'élevait à 13 483 habitants. La superficie de la commune est de 45 km2 (densité de 300 hab./km2).

## Histoire
La commune d'Olivar est créée en 1846. Elle doit son nom à l'existence de champs d'oliviers. Sa population est en majorité rurale.

Position de Olivar (en rouge) au sein de la Province de Cachapoal.